# Хронічний гепатит
Хронічний гепати́т — хронічний поліетіологічний запально-деструктивний процес у печінці, варіант клінічного перебігу гепатиту тривалістю понад 6 місяців із збереженням часточкової структури печінки.

## Класифікація
За етіологією:
- Хронічний вірусний гепатит B
- Хронічний вірусний гепатит C
- Хронічний вірусний гепатит D
- Хронічний гепатит іншого вірусного походження
- Аутоімунний гепатит
- Токсичний гепатит
- Криптогенний гепатит

За активністю процесу:
Вираховується за допомогою індексу гістологічної активності (ІГА), також відомого як індекс Knodell.
За стадією (шкала METAVIR):
- 0 — фіброз відсутній
- 1 — слабо виражений перипортальний фіброз
- 2 — помірний фіброз з порто-портальними септами
- 3 — виражений фіброз з порто-центральними септами
- 4 — цироз печінки

## Етіологія та патогенез
| Інфекційні агенти                         | Вірусні                                                                       | віруси гепатитів B, C, D, простого герпесу, цитомегаловірус тощо                         |
| Інфекційні агенти                         | Бактеріальні                                                                  | бліда трепонема                                                                          |
| Інфекційні агенти                         | Паразити                                                                      | шистосома, ехінокок, токсоплазма тощо                                                    |
| Токсичні агенти                           | Алкоголь                                                                      |                                                                                          |
| Токсичні агенти                           | Медикаменти                                                                   | Фенацетин, ацетилсаліцилова кислота, ібупрофен, індометацин, тетрациклін, ізоніазид тощо |
| Токсичні агенти                           | Немедикаментозні ксенобіотики                                                 | Рослинні токсини та синтетичні речовини                                                  |
| Реактивні                                 | Фізичні чинники                                                               | Іонізуюче випромінювання                                                                 |
| Реактивні                                 | Інші                                                                          | При захворюваннях органів травної системи тощо                                           |
| Аутоімунні                                |                                                                               |                                                                                          |
| Спадкові чинники та метаболічні порушення | Гемохроматоз, хвороба Гоше, хвороба Вільсона, дефіцит α1-антитрипсину та інші | Гемохроматоз, хвороба Гоше, хвороба Вільсона, дефіцит α1-антитрипсину та інші            |

Патогенез хронічного гепатиту цілком залежить від етіологічного чинника.

## Клінічні ознаки
Клінічні прояви хронічного гепатиту слабко відрізняються залежно від етіологічного чинника. Серед основних проявів виділяють:
- Астеновегетативний синдром: слабкість, втома, головний біль, порушення сну, емоційна неврівноваженість
- Диспептичний синдром: погіршення апетиту, нудота, гіркота та сухість у роті
- Больовий синдром: відчуття тяжкості, біль в епігастральній ділянці та правому підребер'ї
- Системні ураження в залежності від етіологічного чинника: артралгії, міалгії, міокардит, перикардит, пневмоніт, панкреатит, васкуліт, синдром і хвороба Шегрена, лімфаденопатія; хронічна хвороба нирок, тиреоїдит, нервової системи; патологія крові — імунні цитопенії, аутоімунна гемолітична анемія, гострі та хронічні лейкози, лімфосаркома
- Запальний синдром: стійке підвищення температури тіла, переважно до субфебрильних цифр
- Позапечінкові ознаки печінкової недостатності: судинні зірочки, пальмарна еритема, вогнищеві порушення пігментації
- Печінкові ознаки: збільшення розмірів печінки, інколи — помірне збільшення селезінки